# Сардурі IV
Сардурі IV (Сардур IV, Сардурі, син Сардурі) - цар держави Урарту періоду її занепаду, роки правління близько 625-620 до н. е.
Під час правління Сардурі IV, Урарту переживала занепад своєї державності. Урартські царі поступово втрачають контроль над центром країни, і столиця Урарту змістилася із міста  Тушпи, розташованого на березі озера Ван, в місто Тейшебаіні, розташоване в Закавказзі. 
У розпорядженні вчених існує дуже мало відомостей про останній період історії Урарту. Про Сардурі IV фактично збереглося лише дві згадки, зміст яких викликав дискусію серед науковців. У більш ранніх дослідженнях відомий сходознавець І. М. Дьяконов припускав, що Сардурі IV, будучи сином Сардурі III, не досяг повноліття на момент смерті свого батька і поступився престолом на користь свого дядька Ерімени. Згодом, після періоду правління Руси III, близько 600 до н. е. таки зійшов на престол і став останнім правителем Урарту, сучасником знищення фортеці Тейшебаіні . У пізніших дослідженнях вчений М.В. Арутюнян, маючи можливість враховувати знахідки археологічних розкопок на Кармір-Блурі, вважав, що для умовиводів Дьяконова немає підстав і що Сардурі IV просто правив після свого батька  . При цьому зберігається можливість того, що Ерімена був сином Сардурі IV, а також, що Ерімена міг скинути з престолу Сардурі IV близько 620 року до н. е.. і стати засновником нової урартської династії. Сучасна наука не має у своєму розпорядженні достатньо відомостей, щоб однозначно вирішити ці питання. 